# Kolleginnen – Das böse Kind
Kolleginnen – Das böse Kind ist ein deutscher Fernsehfilm von Vanessa Jopp aus dem Jahr 2022 und der erste Film der ZDF-Kriminalfilmreihe Kolleginnen. Die Erstausstrahlung im Deutschen Fernsehen erfolgte am 29. Januar 2022 als Samstagabendkrimi im ZDF.

## Handlung
Kommissarin Irene Gaup erwartet im Polizeirevier Berlin-Buch ihre neue Kollegin Julia Jungklausen aus Leipzig, als die Nachricht eines Leichenfundes eingeht. Als sie am Fundort eintrifft, ist „die Neue“ bereits vor Ort und befragt die alternativ lebenden Bewohner des Pfister-Bauernhofs, der sich in unmittelbarer Nähe zum Fundort der Leiche befindet. Die Leute sind sehr verschlossen und für die rational denkende und großstadtgewohnte Jungklausen sehr gewöhnungsbedürftig. Sie geben an, stets früh ins Bett zu gehen und somit nichts gehört oder gesehen zu haben.
Eine erste Spur bringt eine Halskette, die das Opfer, der 18-jährige Corbinian Walser, trug und auf der sich DNA-Spuren finden, die zu Emma Lennartz gehören, einer vor vier Jahren verschwundenen jungen Frau. Kommissarin Gaup kann sich noch gut an den Fall erinnern. Lennartz hatte eine schwierige Kindheit, wurde mit 14 Mutter und ist dann mit dem Säugling, der zur Adoption freigegeben werden sollte, spurlos verschwunden. Gaup vermutet nun den Pfister-Hof als mögliches Versteck. Die beiden Kommissarinnen sehen sich dort noch einmal um und erfahren, dass sich Emma tatsächlich dort versteckt hält. Allerdings erst seit zwei Tagen und ehe sie befragt werden kann, verschwindet sie erneut. Die Ermittlerinnen sind davon überzeugt, dass der Mord an Corbinian Walser unmittelbar mit dem Schicksal von Emma zusammenhängt. Sie ist die Schlüsselfigur, aber leider auf der Flucht. Da man schon damals den Stiefvater von Emma beschuldigte, auch der Vater ihres Kindes zu sein, wird dieser auf dem Revier vernommen. Er leugnet, weder vor vier Jahren noch jetzt Emma etwas angetan zu haben.
Aufgrund eines selbstgeschriebenen Liedes von Corbinian Walser hält es Gaup für möglich, dass Emma sich nicht versteckt, sondern all die Jahre gefangen gehalten wurde. Walser hatte sie entdeckt, befreit, auf dem Pfisterhof verstecken wollen und war dabei seinem Mörder begegnet. Gaup spricht mit Joachim Helmholdt, Emmas Therapeuten, dem seinerzeit angeblich nicht aufgefallen sein will, dass Emma schwanger war. Sie erwirkt mit Jungklausens Hilfe einen Durchsuchungsbeschluss für Helmholdts Anwesen und ist auf dem Weg zu ihm, als Emma schon vor dessen Tür steht und mit ihm abrechnen will. Zu seiner Verteidigung meint er, sie doch „zu lieben“ und vor der „bösen Welt beschützt“ zu haben, damit sie ihr das Kind nicht wegnehmen. Mit den Worten: „Du hast Corbinian umgebracht!“ stößt sie Helmholdt ein Messer in den Bauch. Während sich die eintreffenden Polizeibeamten um den Verletzten kümmern, nimmt sich Gaup des Mädchens an. Sie verspricht Emma, sie an einen sicheren Ort zu bringen. Doch Emma entgegnet: „Für mich gibt es keinen sicheren Ort.“

## Nebenhandlungen
Kollegin Julia Jungklausen hat es vom ersten Tag ihrer Ankunft nicht einfach. Zum einen ist sie nicht sehr kollegial, weil ihr jegliche zwischenmenschliche Kompetenz fehlt und sie mit ihrer überkorrekten und dennoch inkonsequenten Art alle nur vor den Kopf stößt. Noch schwerwiegender ist aber die Tatsache, dass sie die Geliebte von Gaups Noch-Ehemann Hans ist, mit dem beide Kommissarinnen durch seine Position als Staatsanwalt beruflich immer wieder in Kontakt kommen. Allmählich lernt sie ihre zynische Art abzulegen.
Irene Gaup, wesentlich emotionaler angelegt als ihre Kollegin, wird im Laufe der Handlung mit ihrem Kindheitstrauma konfrontiert. Ihre Mutter war ohne Abschied von ihrer Tochter in ein Taxi gestiegen und spurlos aus ihrem Leben verschwunden. Mithilfe des auf dem Pfisterhof lebenden Schamanen Keanu gelingt es ihr, sich dem zu stellen und ein wenig zu verarbeiten.

## Produktion
Die Dreharbeiten zu Kolleginnen – Das böse Kind fanden im Zeitraum vom 1. September bis zum 2. Oktober 2020 in Berlin und Brandenburg statt.

## Rezeption

### Kritik
Tilmann P. Gangloff von tittelbach.tv meinte: „Die Berliner Kommissarin Gaup ist herzlich, bodenständig und vorurteilsfrei, ihre Partnerin ist das exakte Gegenteil, außerdem deutlich jünger und – die aktuelle Lebensgefährtin ihres Ex-Manns. Das klingt nach Komödien-Potenzial, aber „Das böse Kind“ ist in erster Linie ein Krimidrama.“ „Die Rollen [sind] zwar passend und sehr gut besetzt, aber dass in der ersten Filmhälfte nahezu alle Szenen der beiden konfrontativ ablaufen müssen, ist etwas anstrengend. Dafür gewinnt der tragische Fall im Verlauf der Handlung, insbesondere auch deshalb, weil er an einem Kindheitstrauma der so bodenständig wirkenden Kommissarin rührt. Und auch die Stimmung & die Gesichtszüge der Kommissarinnen nähern sich auf der Zielgeraden an.“
Bei der Frankfurter Rundschau nannte Harald Keller den Film: „Eine Balance zwischen Kriminalerzählung und komplizierten Beziehungen.“
Oliver Armknecht von film-rezensionen.de schrieb: „Bei ‚Kolleginnen – Das böse Kind‘ müssen zwei ungleiche Polizistinnen einen Mordfall lösen, ihre persönlichen Konflikte überwinden und sich dabei gleichzeitig einem alten Trauma stellen. Das klingt nach viel und hat doch wenig zu bieten. Die Figurenzeichnung ist eine Katastrophe, der Film nervtötend bis langweilig. Nicht einmal der Krimipart taugt etwas.“
Bei quotenmeter.de wertete Oliver Alexander: „Packend oder ergreifend ist hier […] leider nichts: weder die Geschichte um das verstoßene, malträtierte Mädchen, noch die seltsame Konstellation aus zwei Kolleginnen, die sich den Mann teilen, der zudem eine Art Vorgesetzter ist. Wer Frauenfiguren im Jahr 2022 noch so dröge und männerdefiniert erzählt, dürfte den Schuss nicht gehört haben – und damit ist nicht der aus der Pistole dieser beiden Ermittlerinnen gemeint.“

### Einschaltquoten
Die Erstausstrahlung von Kolleginnen – Das böse Kind am 31. Januar 2022 wurde in Deutschland von 6,99 Millionen Zuschauern gesehen und erreichte einen Marktanteil von 23,8 % für das ZDF.